# Batis (rostlina)

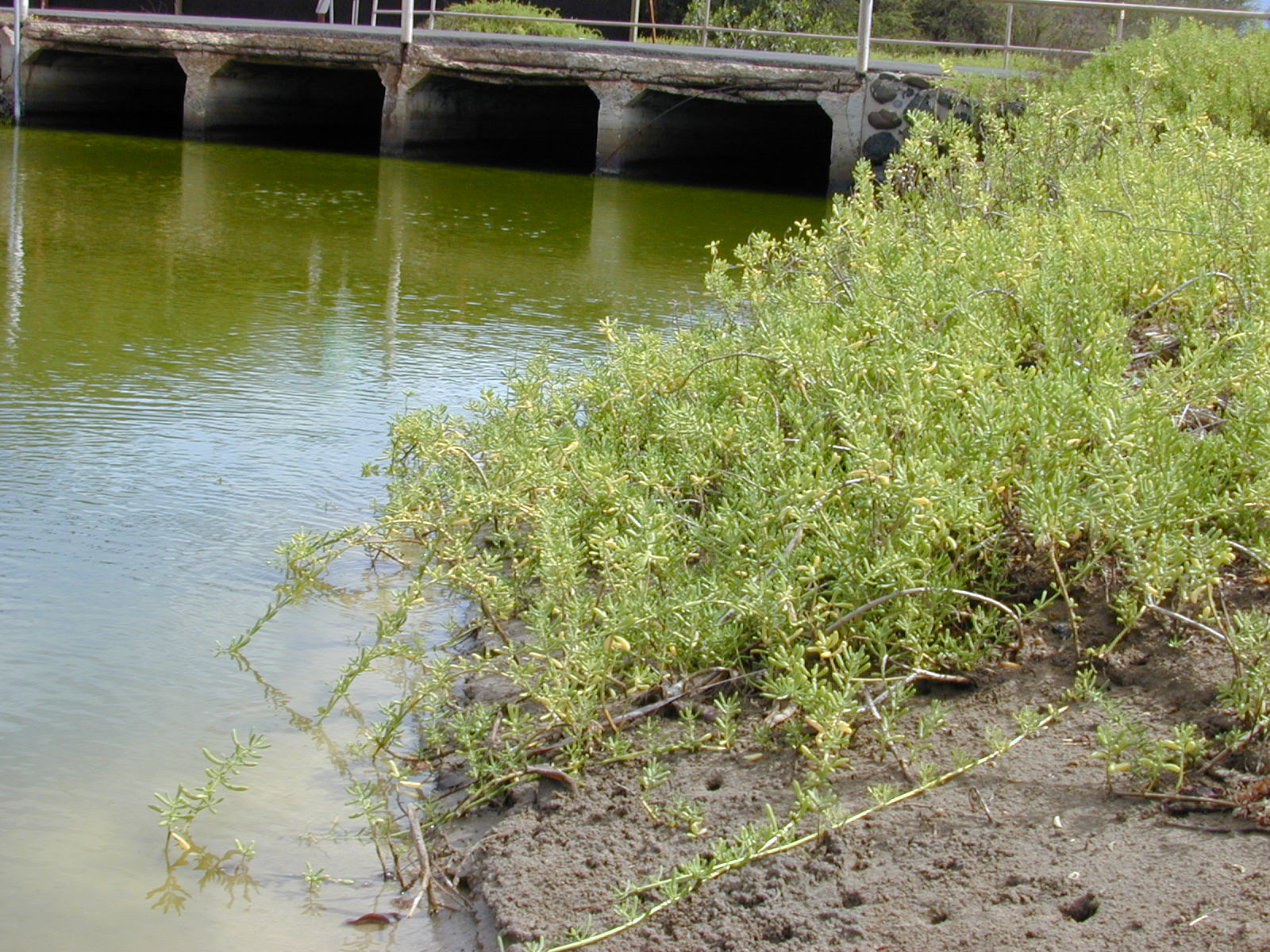
Rozrůstající se rostlina Batis maritima

Batis (Batis) je rod sukulentních bylin z čeledě Bataceae, někdy také jmenované Batidaceae. Je to jediný rod této čeledi.

## Rozšíření
Rod batis má dva druhy, které se vyskytují od sebe odděleně. Batis maritima roste v tropických přímořských oblastech na jihovýchodě a jihozápadě USA, na pevninské části i ostrovech Střední Ameriky a na severu Ameriky Jižní. Rozšířil se na Galapážské i Havajské ostrovy. Batis argillicola zase osídlil převážně pobřeží severní Austrálie a jižní ostrova Nová Guinea.
Je to halofyt, roste na otevřeným mořských březích, v písčitých i bahnitých územích zaplavovaných mořskou nebo brakickou vodou, na okrajích mangrovových porostů, na slaniskách nebo písčitých dunách. Snese i dlouhodobé zaplavení, vyžaduje ale plné slunce. Občas se vyskytne se i v nezasolených půdách, ale tam brzy podléhá v konkurenci s běžnými rostlinami, přestože v normální půdě roste rychleji než ve slané.

## Popis
Batis je jednodomý, většinou ale dvoudomý keř s dužnatými stonky vysokými do 100 cm které jsou hranaté, stejně jako skoro kolmo odbočující větve. Vstřícné dužnaté listy dlouhé 10 až 25 cm jsou jednoduché, obkopinatého tvaru, špičaté, celokrajné, výrazně aromatické, nemají palisty.
Květy jsou vždy jednopohlavné, ve většině případů je každé pohlaví na jiné rostlinách, ale někdy se oba typy květů vyskytnou společně na jedné rostlině. Souměrné přisedlé 4četné samčí květy jsou v klasovitých květenstvích dlouhých 3 až 8 mm. Nazelenalý dvoupyský kalich je číškovitý nebo zvonkovitý. Koruna má 4 nehetnaté lístky, stejně tolik i tyčinek. Samičí květy v klasech dlouhých 5 až 20 mm jsou krátce stopkaté. Nemají korunu ani kalich, mají synkarpní gyneceum se 2 plodolisty a přisedlé svrchní semeníky s 2 bliznami.
Plody jsou 1 až 2 cm dlouhé peckovice se 4 semeny bez endospermu, plody přilehlých květů jsou mnohdy spojené.

## Rozmnožování
Jakmile stonek rostliny doroste do výšky cca 1 m, vlastní váhou se vyvrátí a roste dále po zemí až do délky téměř 5 m. V místech připojení listů začnou z povaleného stonku vyrůstat nové lodyhy s listy a současně i kořeny, vzniká další rostlina. Nová rostlina také vyroste z ulomené části staré, která na vhodném novém místě snadno zakoření. Pravděpodobně tak rostliny utržené přívalovými dešti doputovaly, hnány mořskými proudy, z Ameriky na Galapágy i Havajské ostrovy.
Batis se rozmnožuje také semeny, která mohou plavat i tři měsíce před vyklíčením. Nejrychleji se však rozšiřuje vegetativně výše popsaným způsobem.

## Význam
Pokud roste jen na opuštěných místech, je trpěnou rostlinou, mnohde je také vysazována jako zábrana eroze pobřeží. Na Havajských ostrovech je ale jako zavlečená rostlina pod přísnou kontrolou. Na Galapágách je důležitým zdrojem potravy pro leguána mořského (Amblyrhynchus cristatus). Slouží také jako hostitel larev motýlů modrásků (Brephidium pseudofea) a (Brephidium exilis).
V dobách hladu byly z něho připravované slané saláty, požívání ve větším množství škodí zdraví. Pro svůj obsah minerálních látek v listech se v lidovém léčitelství Batis používá k léčbě nemocí kůže, např. lupenky a různých ekzémů.